# Kollegiatkirche St Mary (Warwick)

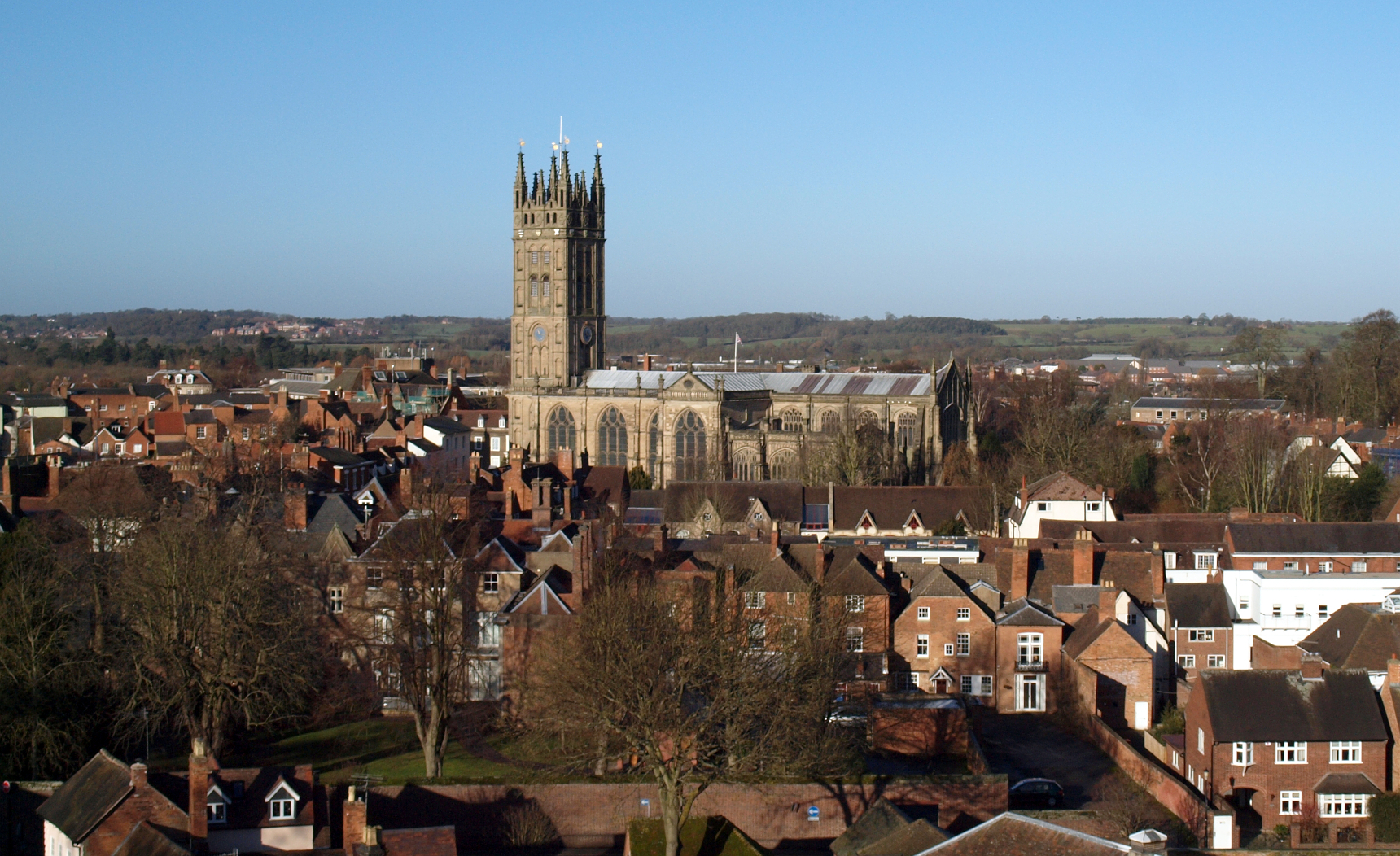
St Mary’s Church in Warwick

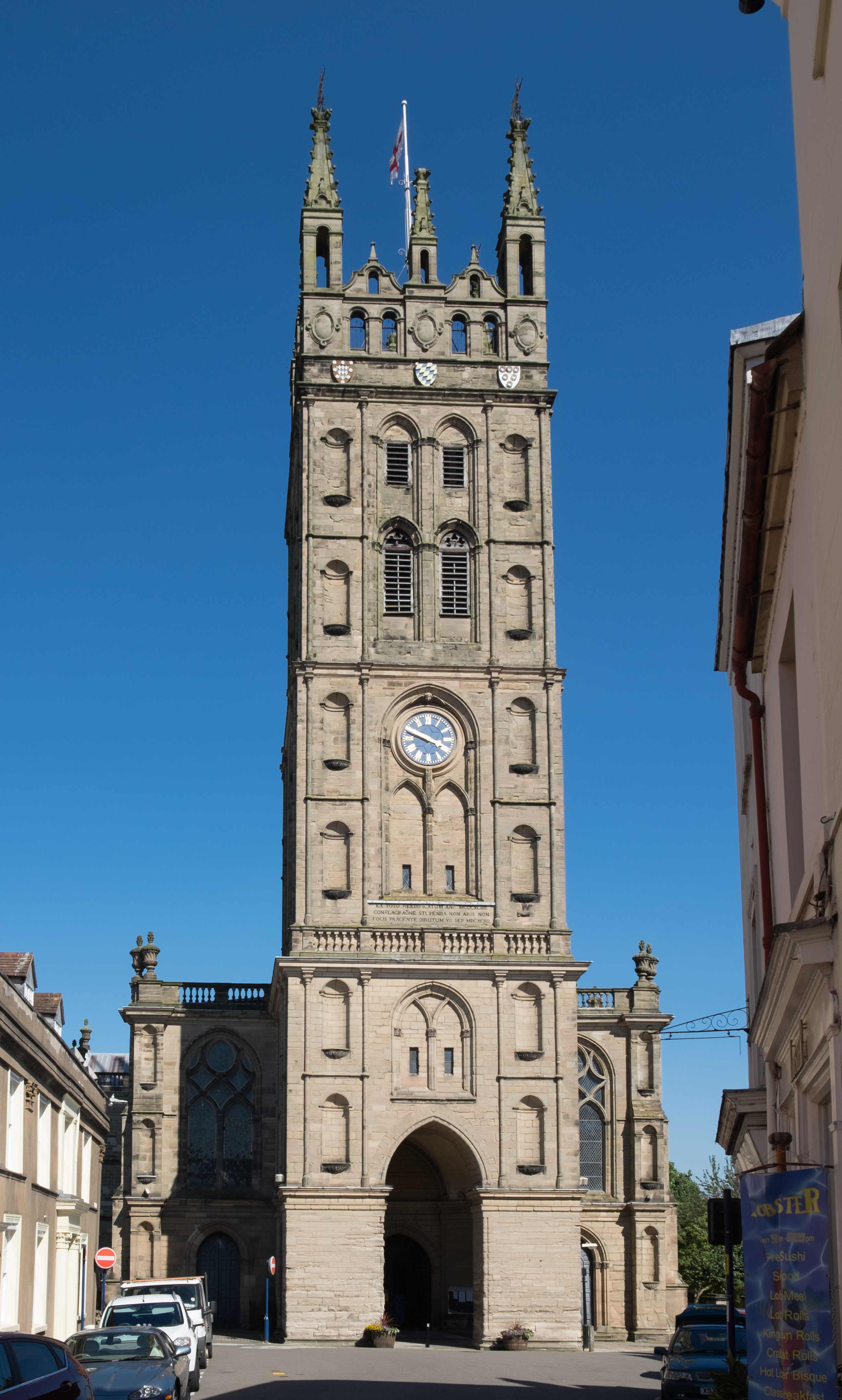
Glockenturm

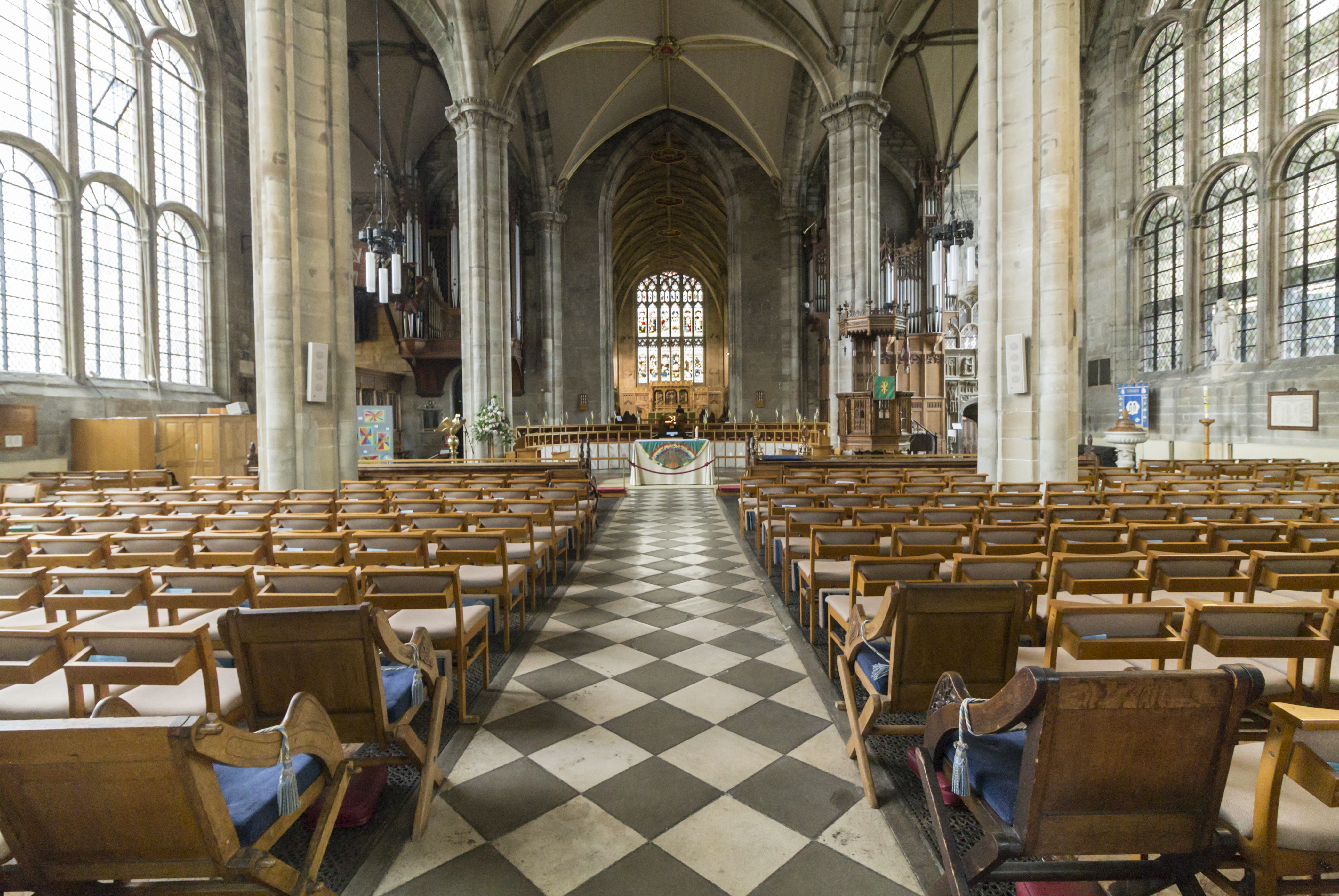
Langhaus und Chor

Die der Church of England zugehörige Kollegiatkirche St Mary in der mittelenglischen Stadt Warwick in der Grafschaft (county) Warwickshire; sie ist als Grade-I-Bauwerk eingestuft und gehört zum Major Churches Network.

## Lage
Die etwa 35.000 Einwohner zählende Stadt Warwick liegt ca. 160 km (Fahrtstrecke) nordwestlich von London bzw. 45 km südöstlich von Birmingham in einer Höhe von ca. 60 m. Die St Mary’s Church ist nur etwa 500 m vom Warwick Castle entfernt.

## Geschichte
Die Gründung eines anglo-normannischen Vorgängerbaus geht wahrscheinlich auf Roger de Beaumont, 2. Earl of Warwick († 1153), zurück; von diesem Bau ist noch die Krypta erhalten. Unter Thomas de Beauchamp, 11. Earl of Warwick, begann man um die Mitte des 14. Jahrhunderts mit einem Neubau. Als Nachwirkung der Auflösung der englischen Klöster unter Heinrich VIII. wurde im Jahr 1546 auch das Kapitel der St Mary’s Church aufgelöst. Im Jahr 1694 gab es einen großen Stadtbrand, bei dem auch die Kirche – mit Ausnahme des Chores und der Kapellenanbauten – weitgehend zerstört wurde; ihr Wiederaufbau dauerte bis zum Jahr 1704.

## Architektur
Der Glockenturm mit seiner dreibahnigen vertikalen Gliederung ist ungewöhnlich und erinnert eher an almohadische Minarette (z. B. Giralda, Sevilla), als an frühere oder gleichzeitige Kirchtürme. Im Innern ist der Bau eine von zahlreichen, aber selbst in England weitgehend unbekannten hellen Hallenkirchen mit späten, an der Renaissance orientierten Maßwerkfenstern.

## Ausstattung
Die Kirche ist überaus reich ausgestattet. Neben zwei bedeutenden Kapellenanbauten (Beauchamp Chapel und Dean’s Chapel) finden sich mehrere Grabmäler nobler Familien sowie zahlreiche Epitaphe.

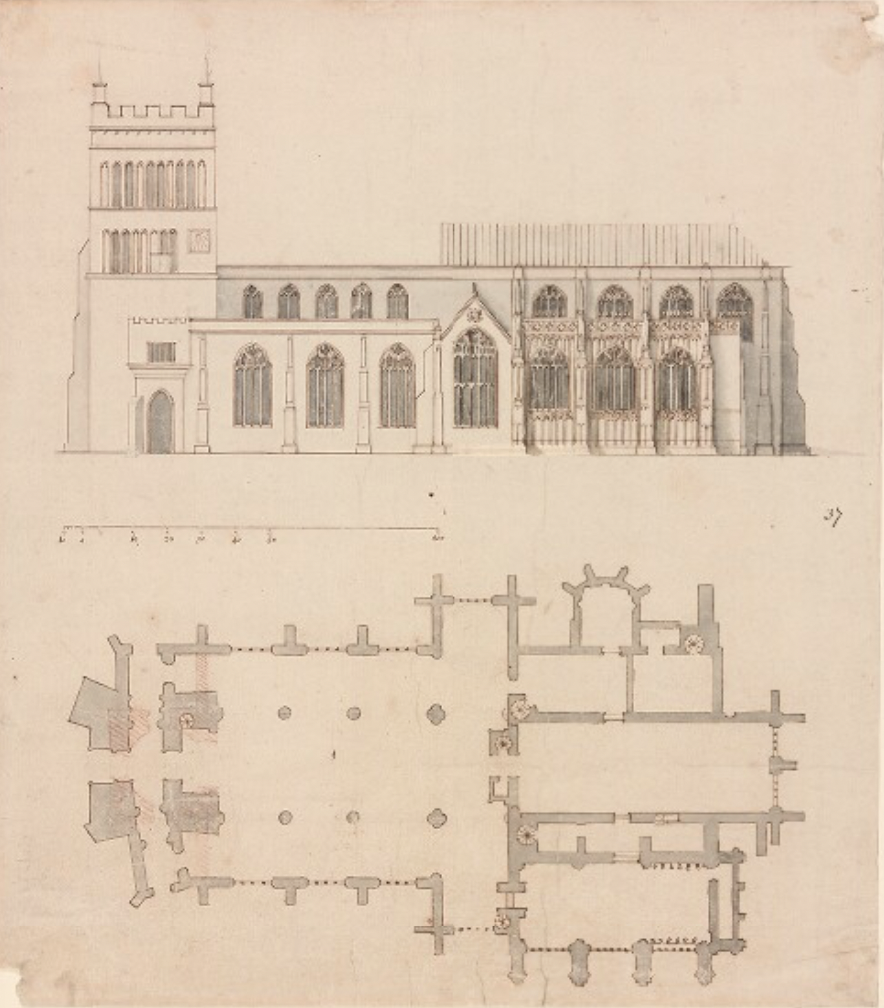
St Mary’s Church, Aufriss und Grundriss vor dem Stadtbrand (1694/95)
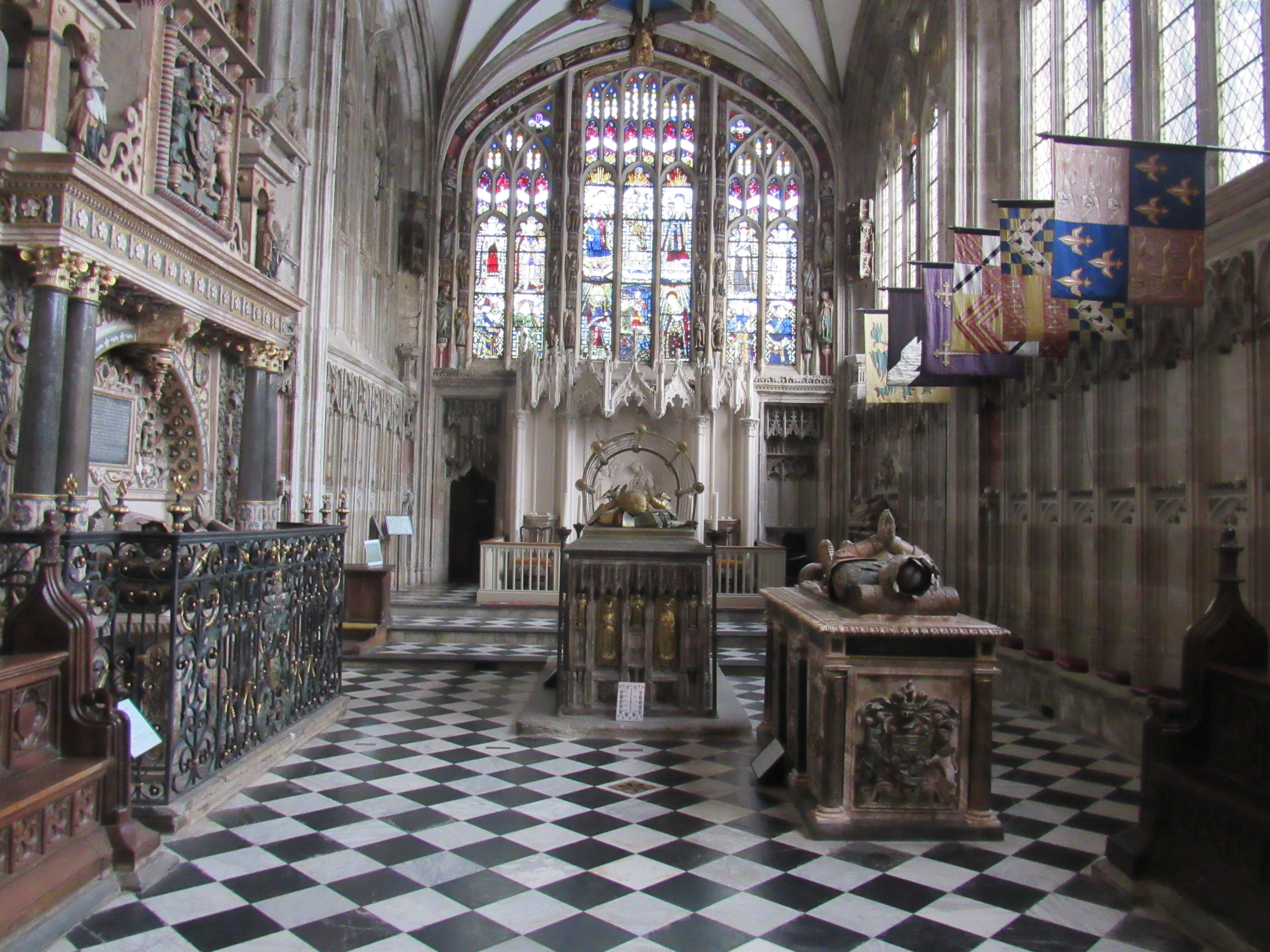
Beauchamp Chapel
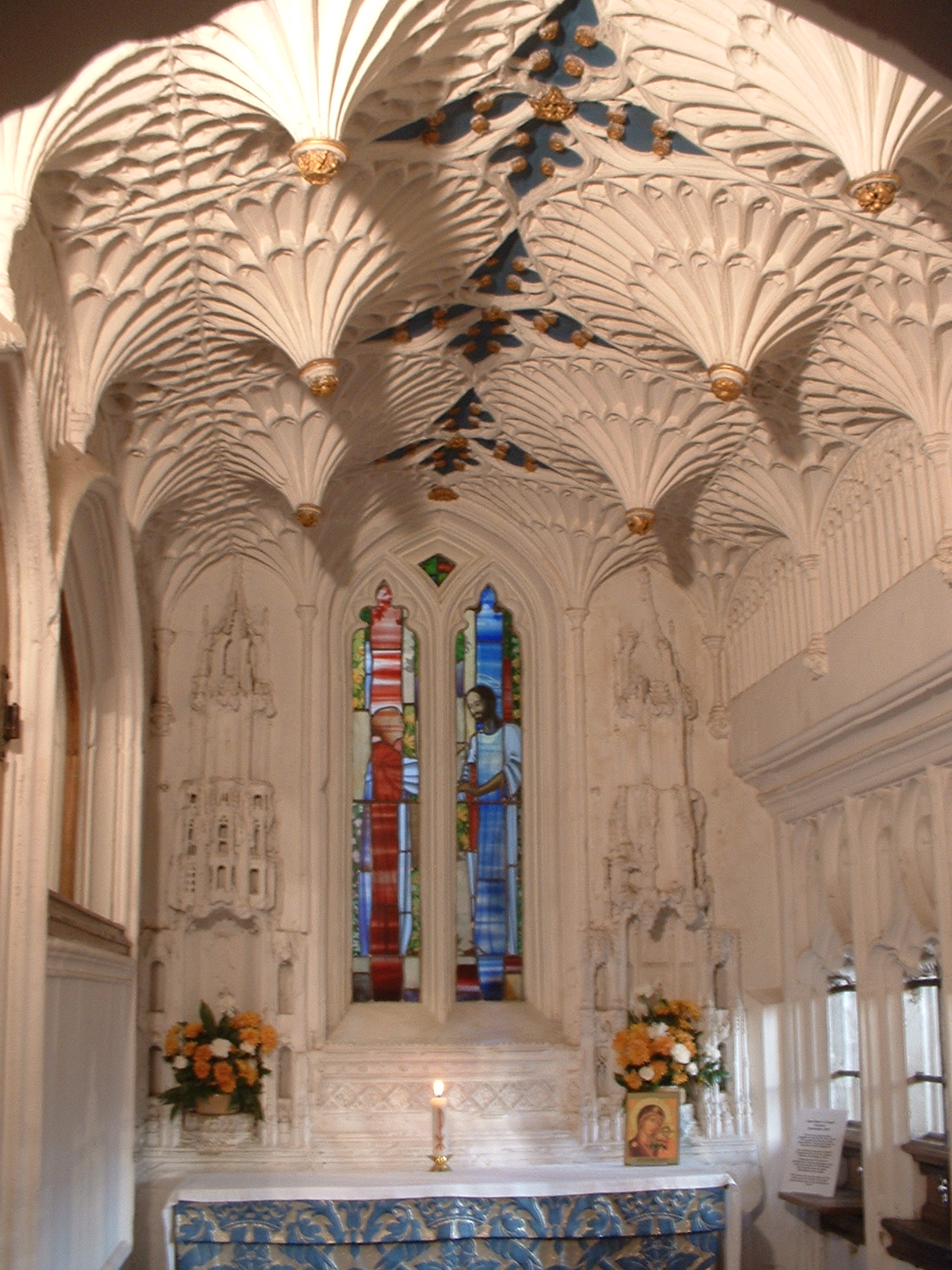
Dean’s Chapel mit Fächergewölbe
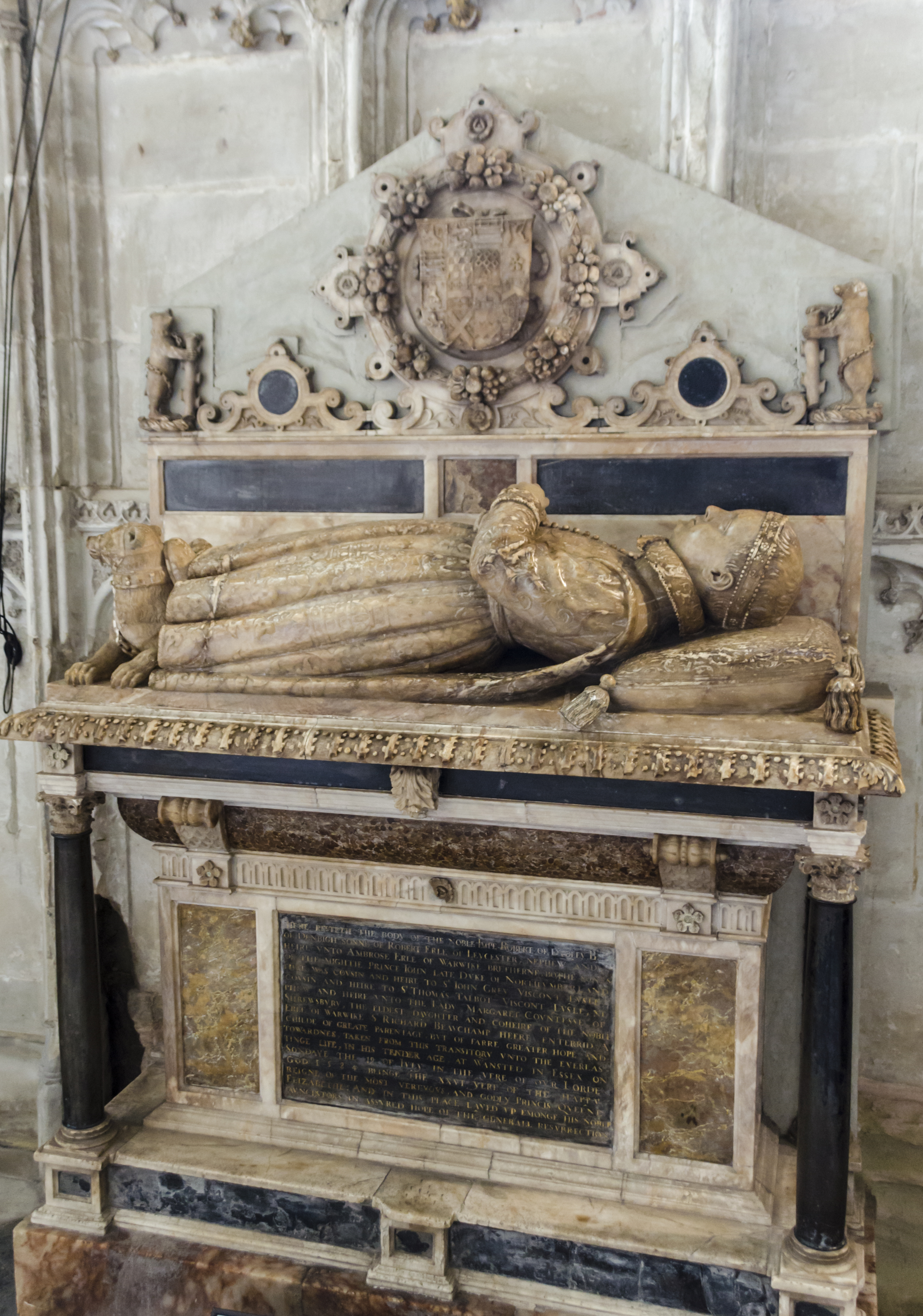
Grabmal The Noble Impe